# Mark Arcobello
Mark Robert Arcobello (Milford, 12 agosto 1988) è un hockeista su ghiaccio statunitense.

## Palmarès

### Club
- Campionato svizzero: 2

Berna: 2016-2017, 2018-2019

### Nazionale
- 1 medaglia:
  - 1 bronzo (Repubblica Ceca 2015)